# Caryedon halperini
Caryedon halperini là một loài bọ cánh cứng trong họ Bruchidae. Loài này được Anton & Delobel miêu tả khoa học năm 2004.